# Inga sellowiana
Inga sellowiana är en ärtväxtart som beskrevs av George Bentham. Inga sellowiana ingår i släktet Inga och familjen ärtväxter. IUCN kategoriserar arten globalt som starkt hotad. Inga underarter finns listade i Catalogue of Life.

## Bildgalleri

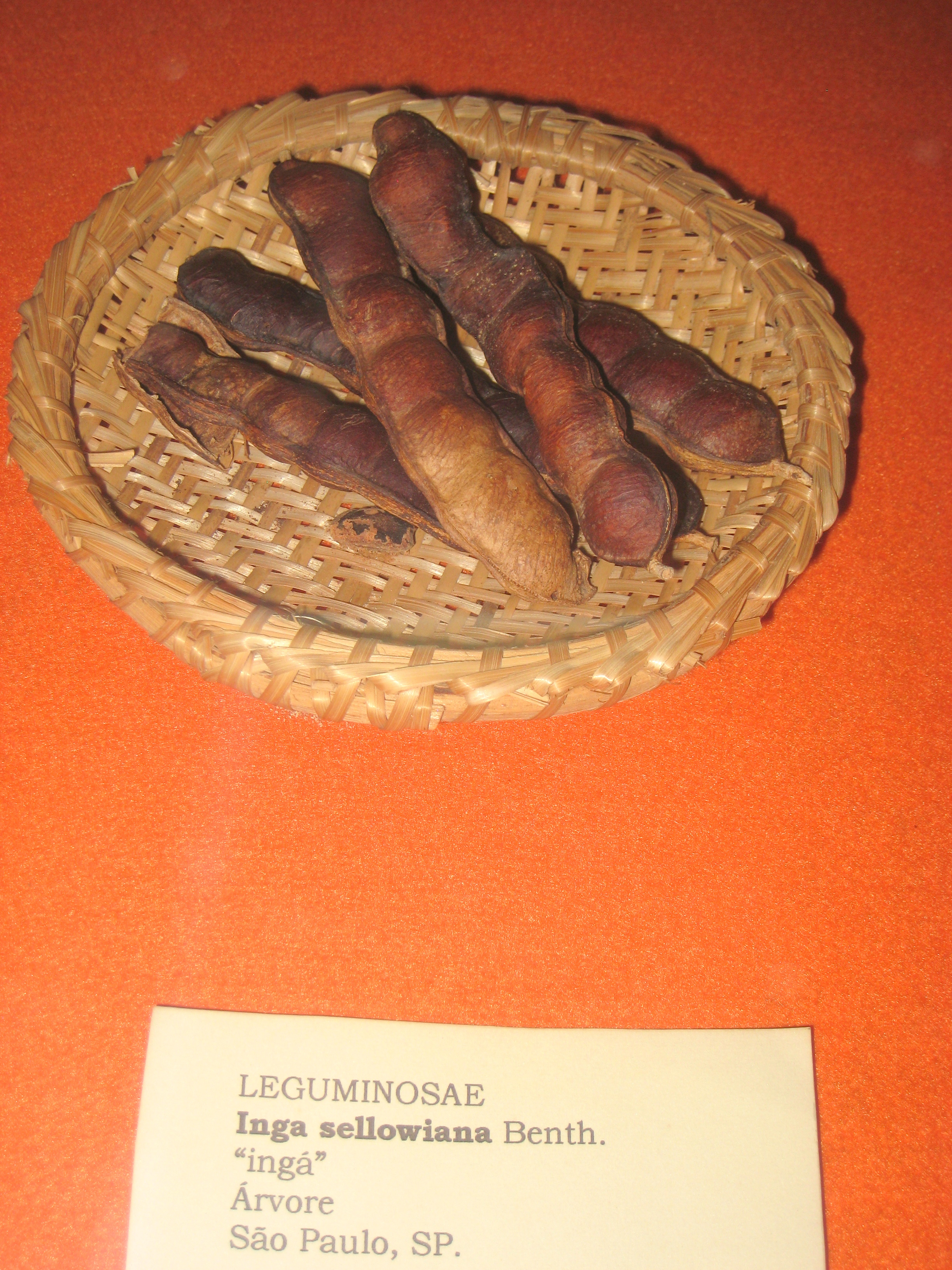